# Pyrenäen
Die Pyrenäen (spanisch Pirineos, französisch Pyrénées, baskisch Pirinioak, katalanisch Pirineus, aragonesisch Perinés und okzitanisch Pirenèus; von lateinisch Pyrenaei [montes] ‚das pyrenäische Gebirge zwischen Spanien und Gallien‘) sind eine rund 430 km lange Gebirgskette. Sie trennen die Iberische Halbinsel im Süden vom übrigen Europa im Norden und spannen sich vom Atlantischen Ozean im Westen (Golf von Biscaya) bis zum Mittelmeer im Osten (Golf de Roses). Sie sind Teil des Alpidischen Gebirgssystems.

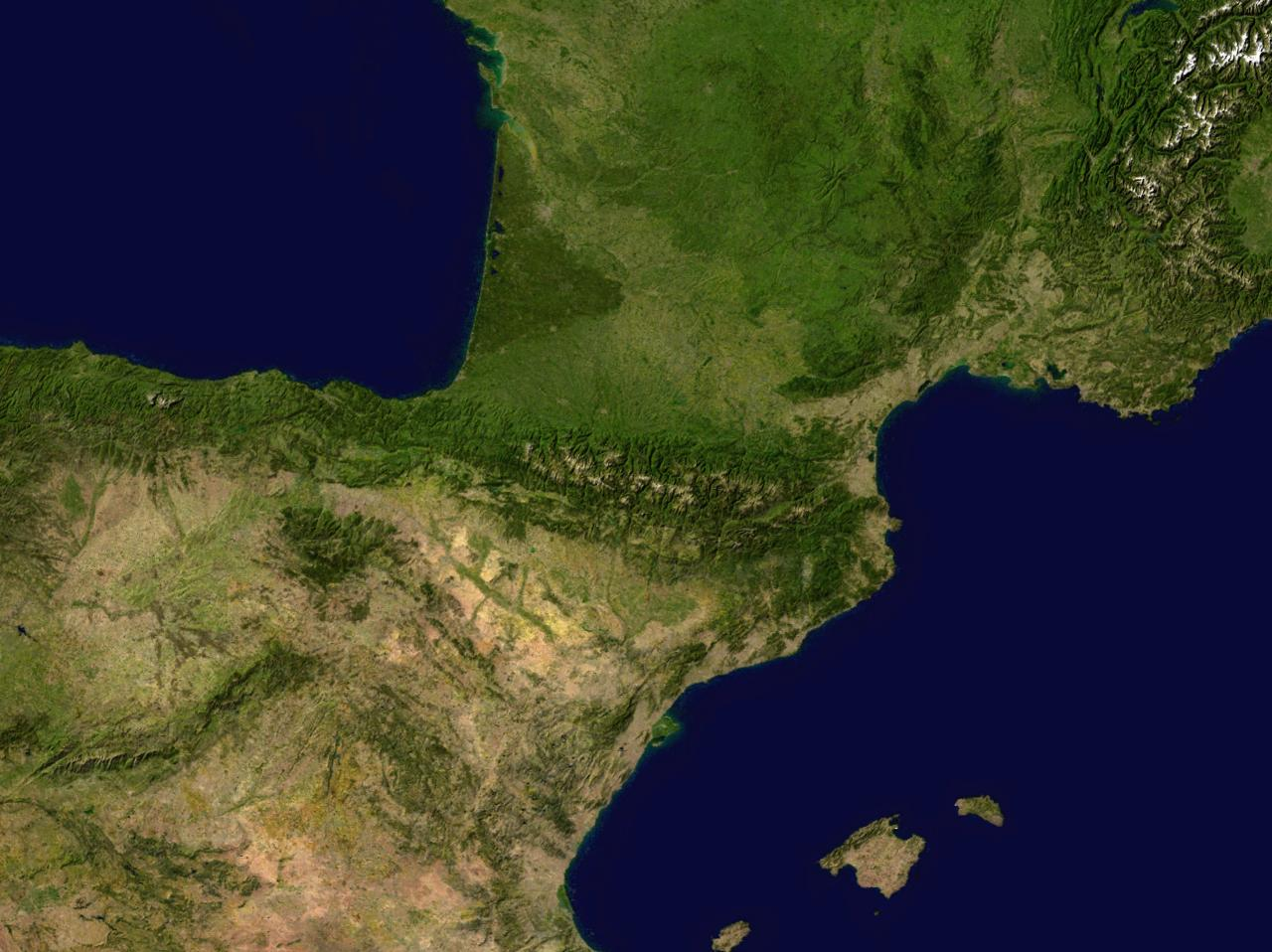
Satellitenaufnahme der Pyrenäen

Die Staatsgrenze zwischen Frankreich und Spanien folgt im Wesentlichen dem Gebirgskamm. Mitten in den Pyrenäen liegt auch der Kleinstaat Andorra.
Die Herkunft der Bezeichnung Pyrenäen ist unbekannt. Nach griechischer und römischer Literatur, u. a. nach Silius Italicus, sollen sie nach Pyrene, einer Figur aus der griechischen Mythologie, benannt worden sein.

## Geographie

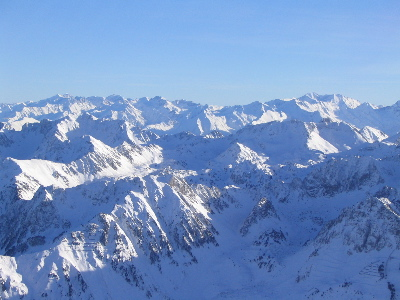
Zentral-Pyrenäen vom Pic du Midi de Bigorre im Winter

Die Pyrenäen werden unterteilt in die westlichen oder atlantischen Pyrenäen, die Hoch- oder Zentralpyrenäen und die östlichen Pyrenäen, zu denen der Pic du Canigou gehört. Der Bereich der Hochpyrenäen erstreckt sich vom Port de Canfranc im Westen bis zum Val d’Aran im Osten.
Die Abgrenzung zum Kantabrischen Gebirge ist fließend, kann aber etwa entlang der Linie Pamplona – Leitza – entlang dem Fluss Oria und dann weiter nach Donostia-San Sebastián gezogen werden.
Der höchste Berg ist mit 3404 Metern der Pico de Aneto im Maladeta-Massiv.

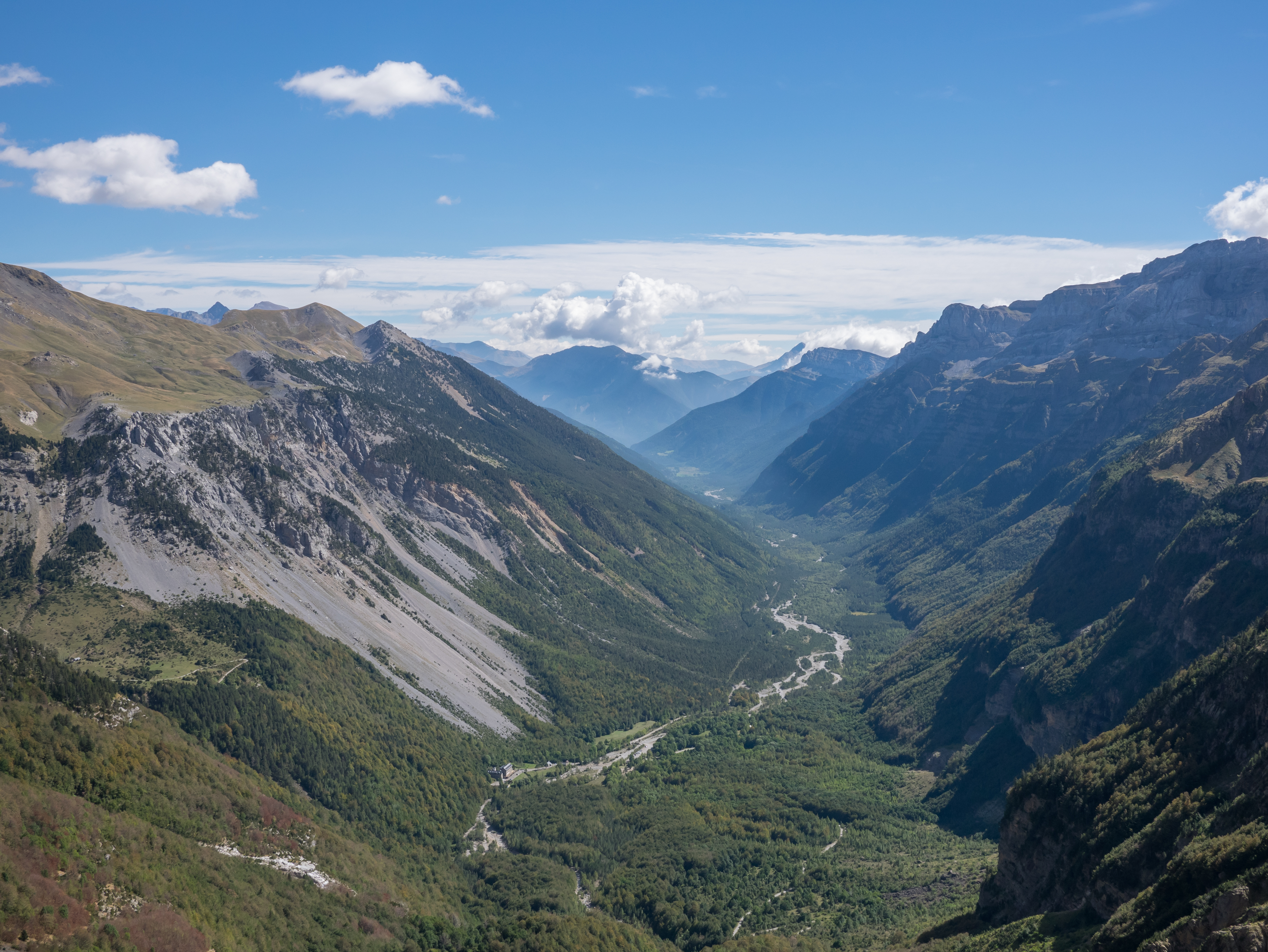
Pyrenäen im Sommer

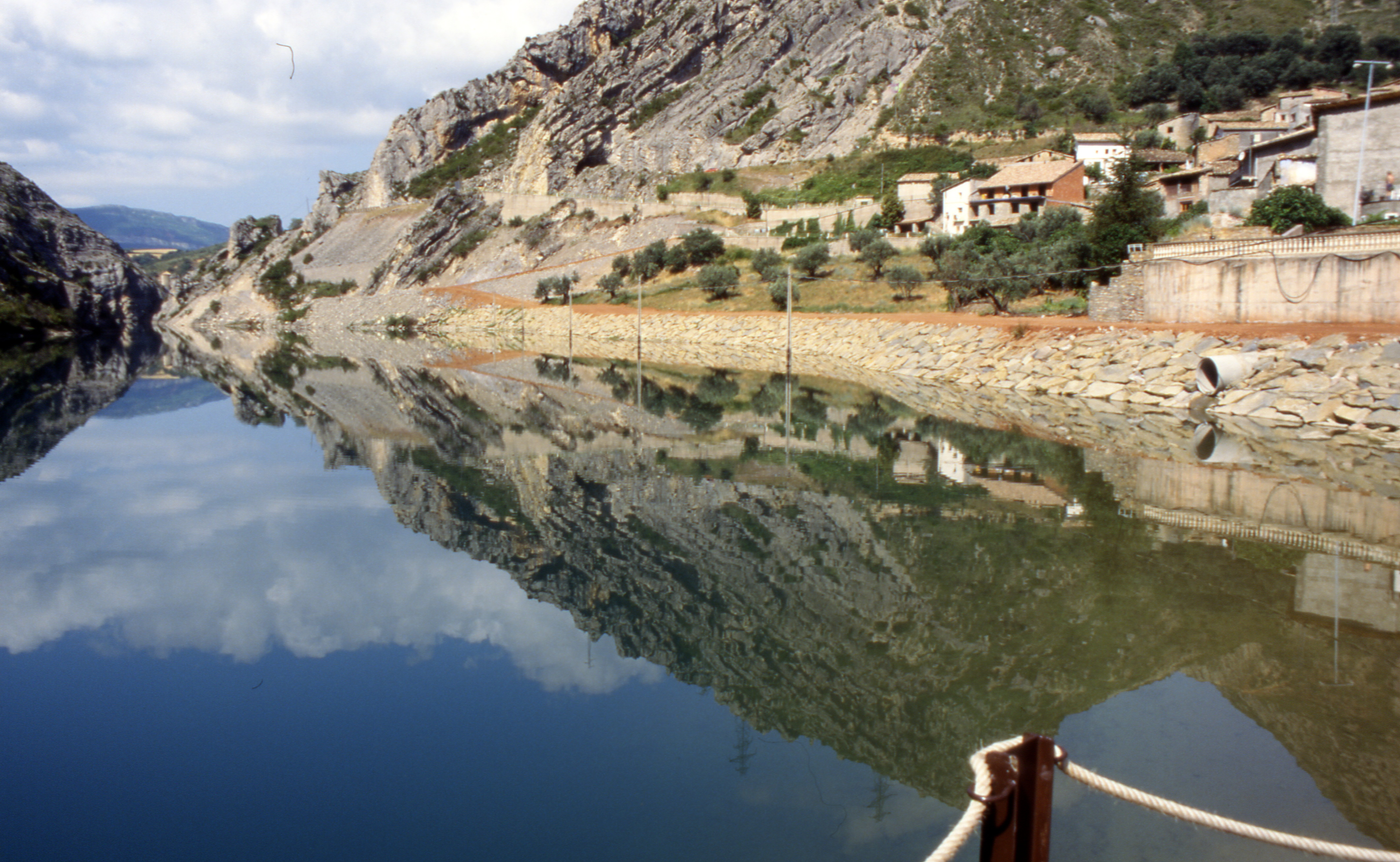
Spiegelungen in einem See in den Pyrenäen

Es gibt rund zweihundert Gipfel über 3000 m in den Pyrenäen. Die höchsten von ihnen sind vergletschert. Seit etwa Mitte des 19. Jahrhunderts ist ein starker Rückgang der Gletscher zu beobachten. Der ehemals sehr beeindruckende Ossoue-Gletscher am Vignemale hat viel von seiner einstigen Größe verloren.

## Geologie
Die Auffaltung der Pyrenäen begann wie jene der Alpen vor rund 100 Millionen Jahren in der Kreidezeit und erreichte ihren Höhepunkt im anschließenden Tertiär. Die westlichen Pyrenäen bestehen überwiegend aus Kalkstein, wogegen in den Zentralpyrenäen verschiedene Granite dominieren. Das Faltengebirge wurde vor allem während der Würmeiszeit mit einer geschlossenen Eisdecke überzogen. Durch die Eiszeit haben sich etliche Hängetäler und viele tausend Gletscherseen gebildet. Durch diese Randbedingungen kann es bei gleichzeitiger Schneeschmelze und starken Regenfällen zu großflächigen Verheerungen kommen, wie zum Beispiel bei den Überschwemmungen in den Pyrenäen 2013.

## Fauna

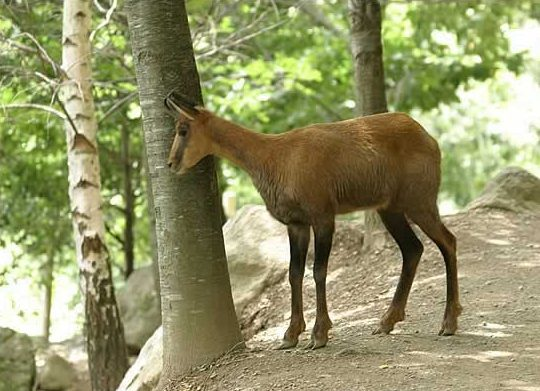
Pyrenäen-Gämse

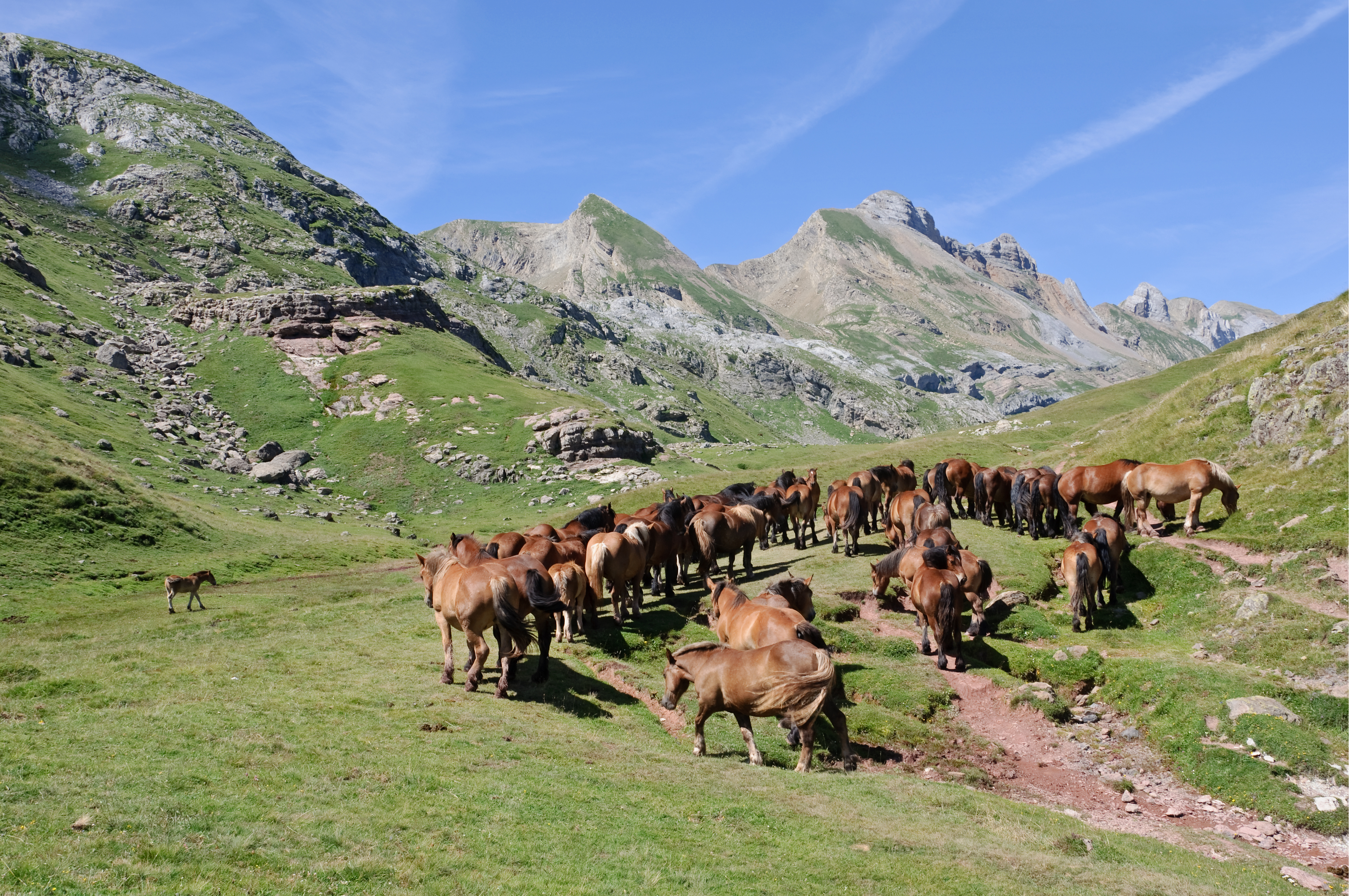
Pferdeherde auf einer Sommerweide in den Pyrenäen, nahe dem Ibón de Estanés

Auf der französischen Seite leben in den großen Mischwäldern bis in etwa 1800 m Höhe noch einige Braunbären. In den hochalpinen Bereichen ist die Pyrenäengämse (französisch isard, spanisch sarrio oder rebeco) anzutreffen. Sie kommt aber auch im Kantabrischen Gebirge und den Abruzzen vor. Trotz Schutzmaßnahmen ist die örtliche Unterart pyrenaica des Iberiensteinbocks im Jahr 2000 aus unbekannten Gründen endgültig ausgestorben. Am westlichen Ende der Gebirgskette hat der weltweit stark bedrohte Europäische Nerz sein letztes natürliches Vorkommen in Westeuropa. Obwohl ursprünglich nicht heimisch, haben sich die aus den Alpen eingebürgerten Murmeltiere sehr verbreitet. Selten und in seinem Bestand bedroht ist der Pyrenäen-Desman, eine Art aus der Familie der Maulwürfe. An Vögeln sind etwa der Stein-, Zwerg-, und Habichtsadler sowie Gänse-, Schmutz- und Bartgeier zu nennen. Meist weiträumig isolierte Brutvogelarten sind Alpenschneehuhn, Auerhuhn, Weißrückenspecht, Mornellregenpfeifer, Mauerläufer, Alpendohle, Erlenzeisig, Zitronenzeisig, Ringdrossel und Bergpieper. Es gibt eine große Anzahl von Insekten, hier fallen vor allem die rund 300 Schmetterlingsarten sowie Heuschrecken und Käfer auf. Zu den endemischen Arten dieses Gebirges gehören der Pyrenäen-Gebirgsmolch und die Mohrenfalterart Erebia gorgone.

## Flora
Die Flora enthält etwa 4500 Pflanzenarten, von denen 150 endemisch sind. Sie sind Rudimente der letzten großen Eiszeiten: während des Pleistozäns reichten viele Pflanzenarten vom kalten Norden bis in den wärmeren Süden, aber sie konnten die Pyrenäen nicht überqueren. Allerdings flüchteten einige von ihnen in Täler und sind in diesem Gebiet endemisch geworden. Beispiele sind die Pyrenäen-Lilie und der Pyrenäen-Felsenteller.

## Politik und Wirtschaft
Das kleine Fürstentum Andorra liegt in den östlichen Pyrenäen. Wie dem Alpenraum kommt auch den Pyrenäen eine kulturell verbindende Funktion zwischen den drei Anrainerstaaten zu, was sich beispielsweise durch die Verwendung derselben Sprachen (Katalanisch, Gaskognisch, Baskisch) zeigt.
Es wird extensive Weidewirtschaft mit Schafen, Rindern und Ziegen betrieben, in den Sommermonaten auch als Almwirtschaft. Früher häufig, heute nahezu verschwunden ist dagegen die klassische Wanderweidewirtschaft (Transhumanz).
Vor allem in den westlichen Pyrenäen werden verschiedene Käsesorten hergestellt. In dem dort überwiegenden Kalkgestein sind vielfach Höhlen vorhanden, in denen der Käse auf den Almen reifen kann. Produziert werden Käse aus Kuh- und Schafmilch, häufig auch gemischt. Bekannte Sorten sind der Ossau-Iraty Brebis-Pyrénées aus dem Vallée d’Aspe, dem Vallée d’Ossau und den angrenzenden spanischen Pyrenäen und der im Baskenland aus Kuhmilch hergestellte Pyrenäenkäse mit seiner schwarzen Wachsschicht. Aus Ziegenmilch wird frischer und gelagerter Ziegenkäse hergestellt.
In den Vorgebirgen wird sowohl auf der französischen (Irouléguy, Jurançon, Corbières) als auch auf der spanischen Seite Weinbau betrieben. 

## Geschichte
Vor der Besiedelung durch Cro-Magnon-Menschen (Homo sapiens) war das spanische Vorland der Pyrenäen bereits von Neandertalern bewohnt, wie Funde in der Höhle Cova Gran de Santa Linya belegen.
Von steinzeitlicher Besiedlung zeugen die Cromlechs der Pyrenäen.
Bis Mitte des 20. Jahrhunderts spielte Schmuggel eine wichtige Rolle. Als Tragtiere dienten in den westlichen Pyrenäen die Pottok-Ponys, während sich im Osten die Mérens als Schmugglerponys bewährten.
Nach dem sich abzeichnenden Sieg der Franco-Truppen im Spanischen Bürgerkrieg setzte Ende 1938 die Flucht republikanisch gesinnter Spanier über die Pyrenäen in den Süden Frankreichs ein. Diese Fluchtbewegung, die Retirada (Rückzug), erreichte ihren Höhepunkt in den ersten Monaten des Jahres 1939, nachdem die französische Regierung die französisch-spanische Grenze am 28. Januar für Zivilisten und am 5. Februar für Angehörige der republikanischen Streitkräfte geöffnet hatte.

## Kunst, Kultur und Literatur
Der Pyrenäismus war eine hauptsächlich literarische Bewegung. Ihr Gründer war der französische Politiker Louis Ramond de Carbonnières. Die Bewegung beschäftigt sich mit der künstlerischen Auseinandersetzung mit Natur und Lebensweise in den Pyrenäen.
Im Sommer 1926 bereiste der deutsche Publizist Kurt Tucholsky das Gebirge. Seine Eindrücke verarbeitete er in dem 1927 erschienenen Essayband „Ein Pyrenäenbuch“, der in der Tradition von Heines „Reisebildern“ steht.

## Nationalparks
Es gibt in den Pyrenäen drei Nationalparks. Der älteste ist der 1917 auf der spanischen Seite geschaffene Nationalpark Ordesa y Monte Perdido, südlich vom Cirque de Gavarnie gelegen. Dieser umfasst eine Fläche von etwa 156 km². Gleichfalls in Spanien liegt der Nationalpark Aigüestortes i Estany de Sant Maurici mit einer Ausdehnung von rund 141 km² und ist damit der kleinste der drei Nationalparks.
Auf der französischen Seite wurde 1967 der Bereich von den Bergen südlich von Lescun im Vallée d’Aspe im Westen bis einschließlich zum Néouvielle-Massiv im Osten zum Nationalpark Pyrenäen (Parc national des Pyrénées) erklärt. Dieser hat eine Fläche von 457 km².

## Erforschung der Pyrenäen
Einer der bedeutendsten Pyrenäenforscher war der französische Geograph und Alpinist Franz Schrader (1844–1924), dessen Vater zu Beginn des 19. Jahrhunderts aus Magdeburg nach Frankreich übergesiedelt war. Er hat verschiedene bedeutende Massive der Pyrenäen kartiert, besonders bekannt wurde er für die Erforschung der Cirque de Gavarnie, zu deren Füßen im kleinen Ort Gavarnie er auch begraben liegt, neben einem anderen bekannten Pyrenäenforscher, Henry Russell. Schrader war der Erstbesteiger der Grand Bachimale (3144 m), der Dreitausender wurde ihm zu Ehren Pic Schrader benannt. Schrader war Präsident des Club Alpin Français und Ritter der Ehrenlegion.

## Verkehr
Wie jedes Hochgebirge stellen die Pyrenäen ein bedeutendes Hindernis für den landgebundenen Verkehr dar. Die wichtigsten Straßen- und Bahnverbindungen befinden sich daher ganz im Osten und ganz im Westen des Gebirges – da, wo es noch relativ niedrig ist.

### Straße
Im Westen führt die Autobahn zwischen Bordeaux bzw. Toulouse einerseits, dem spanischen Baskenland und Madrid andererseits, über den Grenzübergang Irún (Behobia). Die Autobahn im Osten verbindet Marseille und Barcelona sowie die übrigen Orte der französischen bzw. spanischen Mittelmeerküste und überschreitet die Grenze in dem kleinen Ort Le Perthus; auf spanischer Seite liegt an der Grenze die Gemeinde La Jonquera. Über diese beiden Autobahn-Grenzübergänge läuft der größte Teil des Warenverkehrs zwischen der iberischen Halbinsel und dem übrigen Europa.

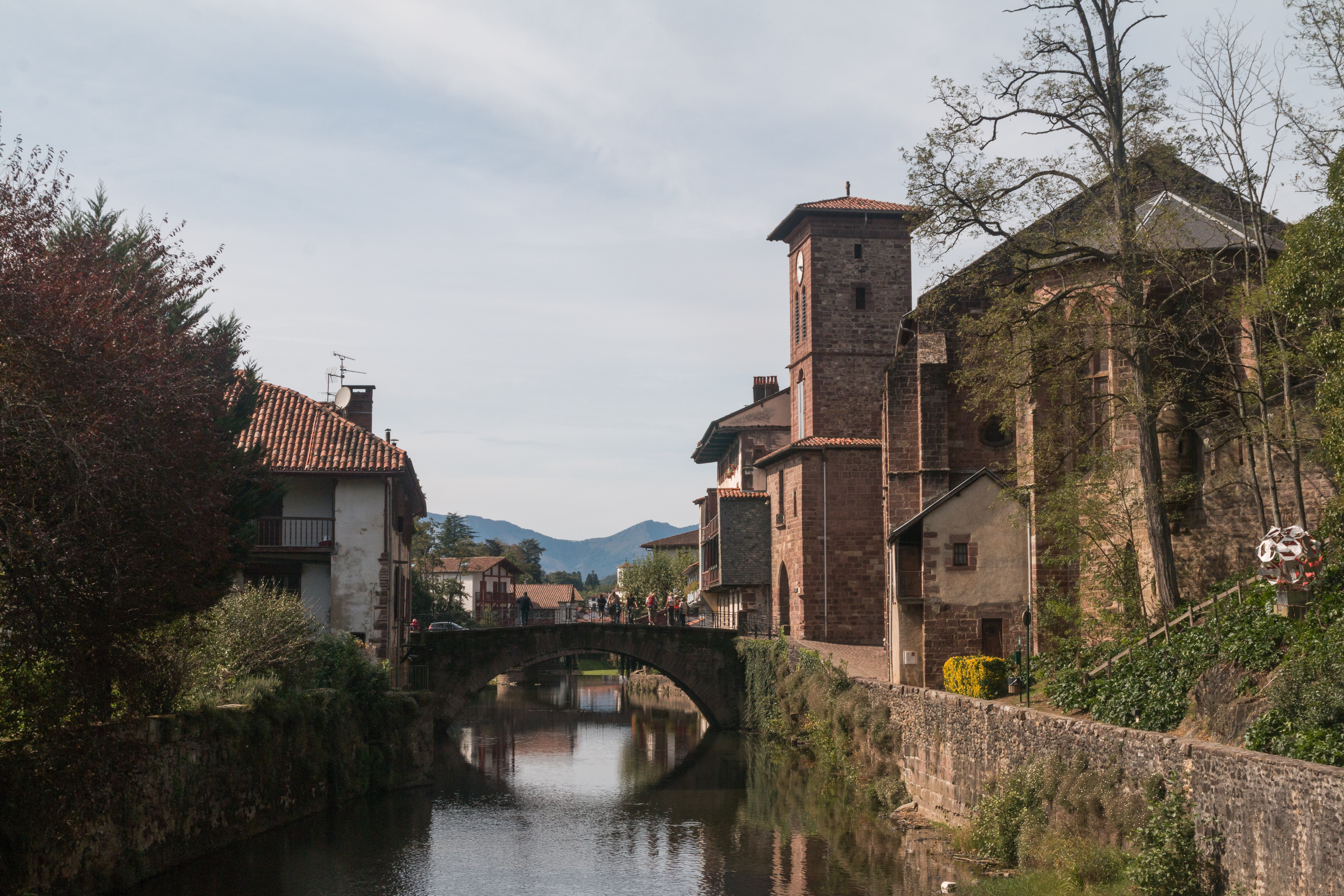
Saint-Jean-Pied-de-Port, Marienkirche (Église Notre Dame)

Wichtige Landstraßen verbinden die Städte Pau (Frankreich) und Jaca bzw. Huesca (Spanien) durch den Somport-Tunnel sowie Foix (Frankreich) und Manresa (Spanien) über den Grenzübergang Bourg-Madame/Puigcerdá und durch den Cadí-Tunnel. Die sonstigen Straßen, die die Pyrenäen überschreiten, haben vorwiegend nur regionale Bedeutung.
Erwähnenswert ist der camino francés, der von Frankreich ausgehende Jakobsweg, der Pilgerweg nach Santiago de Compostela. Viele Pilger beginnen ihn in der Kleinstadt Saint-Jean-Pied-de-Port, etwa 8 Kilometer vor der spanischen Grenze.
Andorra ist nur über eine einzige Landstraße erreichbar, wobei von Frankreich aus entweder der Envalira-Tunnel oder die Landstraße über den Envalira-Pass zu benutzen ist.

### Schiene
Die wichtigsten Eisenbahnverbindungen sind:
- auf der katalanischen Seite von Perpignan über Cerbère und Portbou nach Barcelona,
- die parallele Schnellfahrstrecke und
- auf der baskischen Seite die Bahnstrecke Bordeaux–Irun mit Anschluss nach Madrid.

- der „Gelbe Zug“ auf Meterspur mit 850-V-Stromschiene,
- der Nacht-Intercity auf Normalspur unter 1500 V sowie
- die S-Bahn Barcelona auf Breitspur unter 3000 V

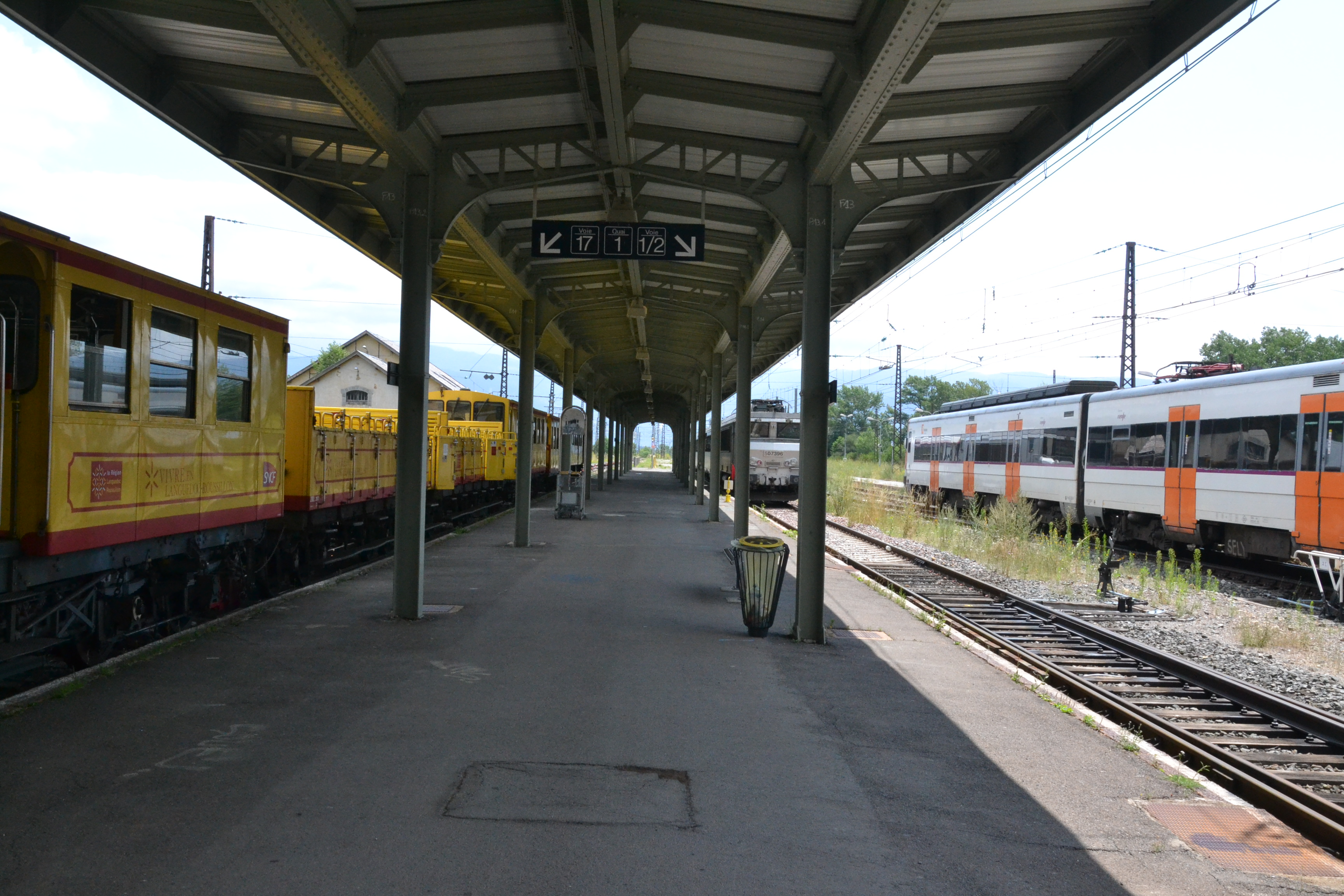
Latour-de-Carol-Enveitg: ein Bahnhof, drei Spurbreiten, drei Spannungen:
- der „Gelbe Zug“ auf Meterspur mit 850-V-Stromschiene, - der Nacht-Intercity auf Normalspur unter 1500 V sowie - die S-Bahn Barcelona auf Breitspur unter 3000 V

Aus topographischen Gründen hatte sich Spanien für die iberische Breitspur entschieden; alle Grenzbahnhöfe waren für die Kontrolle der Fahrgäste beim Umsteigen und die Zollabfertigung aller Güter beim Umladen in die Züge des jeweils anderen Landes eingerichtet. Erst mit Eröffnung der Schnellfahrstrecke in europäischer Normalspur fiel dieser Zeitverlust (bzw. der technische Aufwand einer Umspurung) im internationalen Betrieb weg.
Eine geringere Bedeutung für den internationalen Verkehr haben die bis zu 45 ‰ steilen Strecken im Landesinneren:
- die Verbindung von Toulouse mit Umstieg im Bahnhof Latour-de-Carol - Enveitg Richtung Barcelona sowie

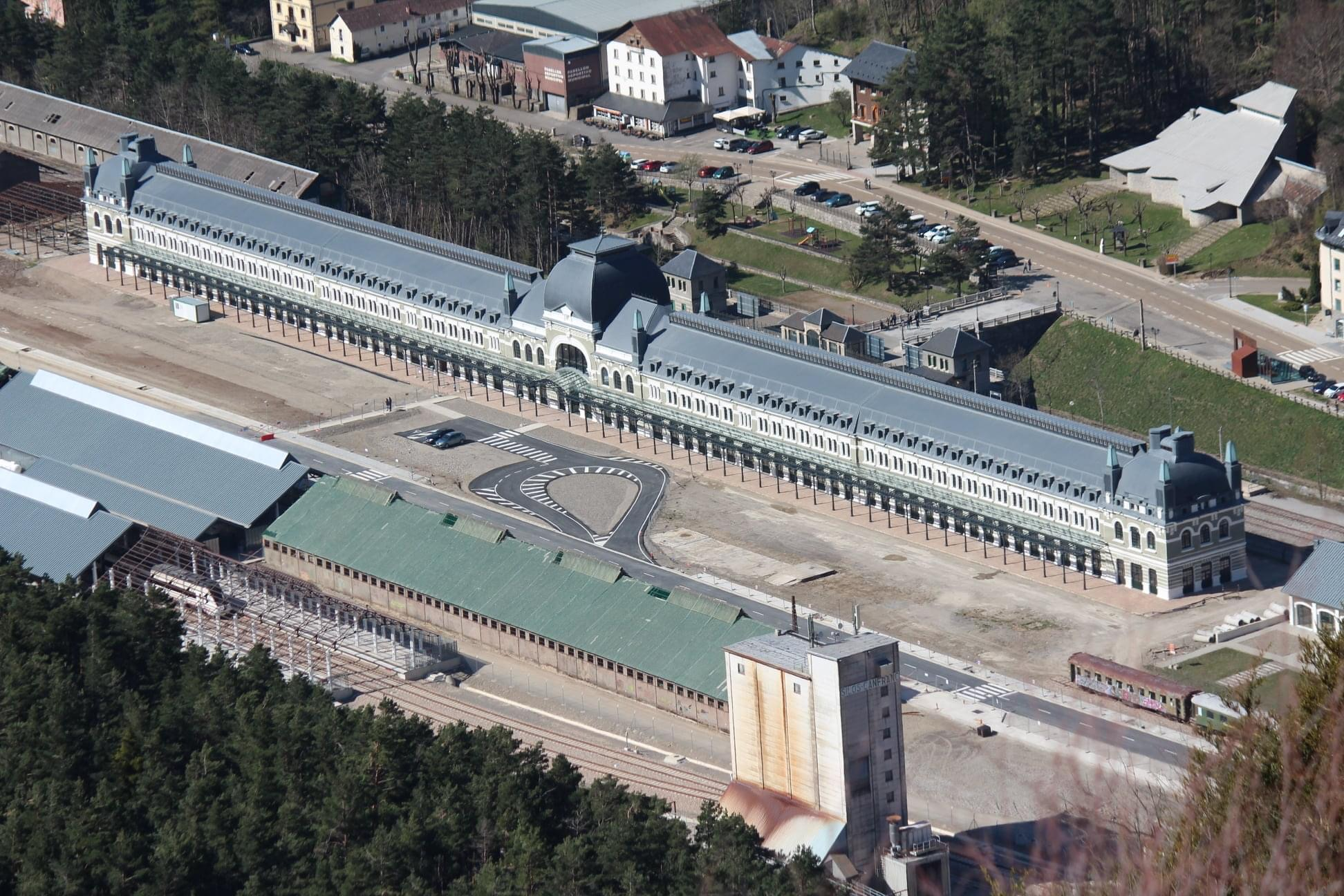
Der Personenbahnhof Canfranc wurde 2021 zur Vorbereitung eines durchgehenden Verkehrs in die früheren Güterumladehallen verlegt; insgesamt verblieben sechs von ursprünglich 27 Gleisen.

- die Verbindung von Pau nach Saragossa, die seit 1970 zwischen Bedous und dem Bahnhof Canfranc unterbrochen ist, zur Zeit aber renoviert wird.

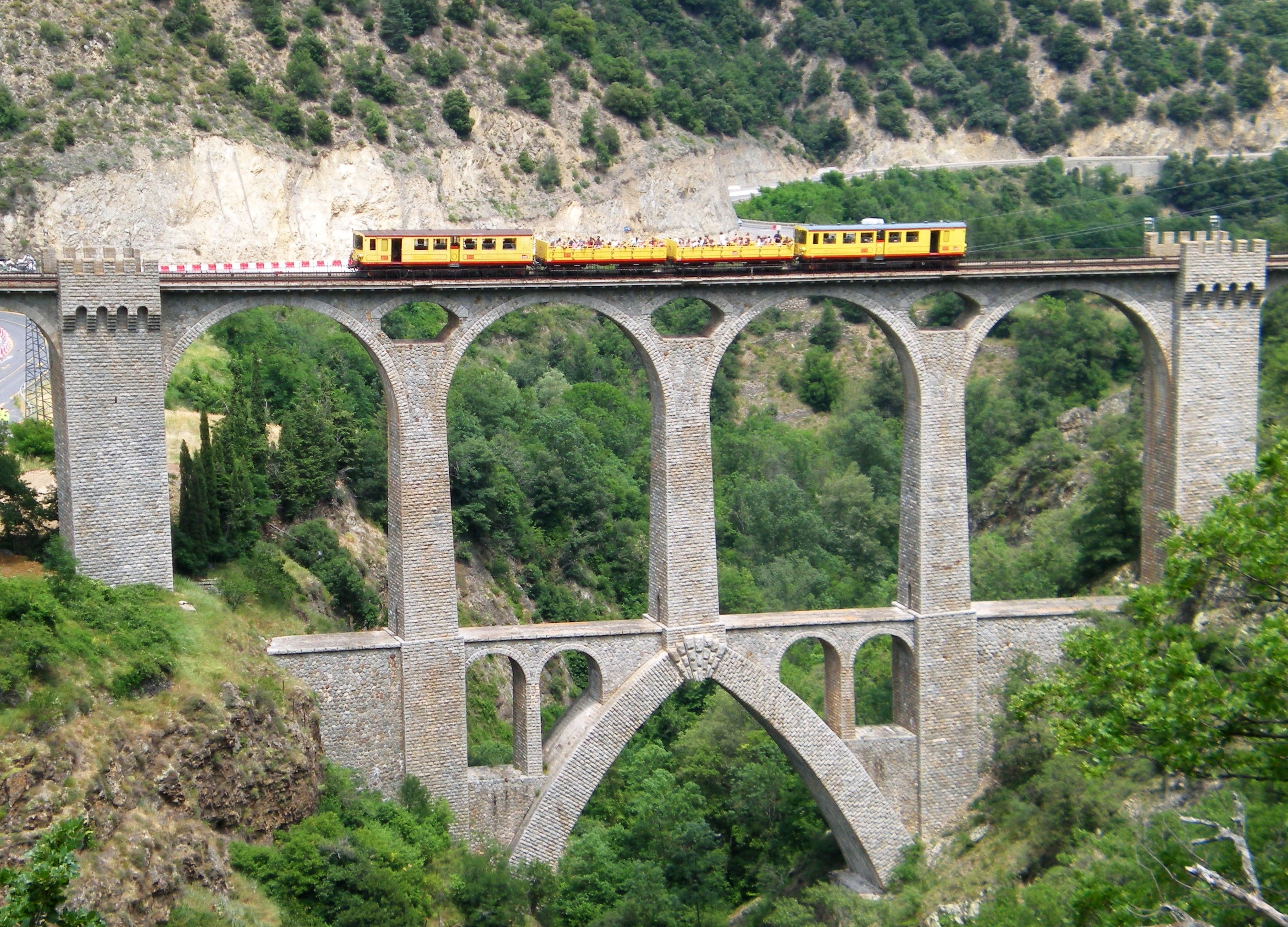
Das Viadukt von Séjourné bei Fontpédrouse auf der Ligne de Cerdagne

Alternativ erreicht man Latour-de-Carol von Perpignan aus mit Umstieg in den „Gelben Zug“ der Ligne de Cerdagne in Villefranche-de-Conflent.

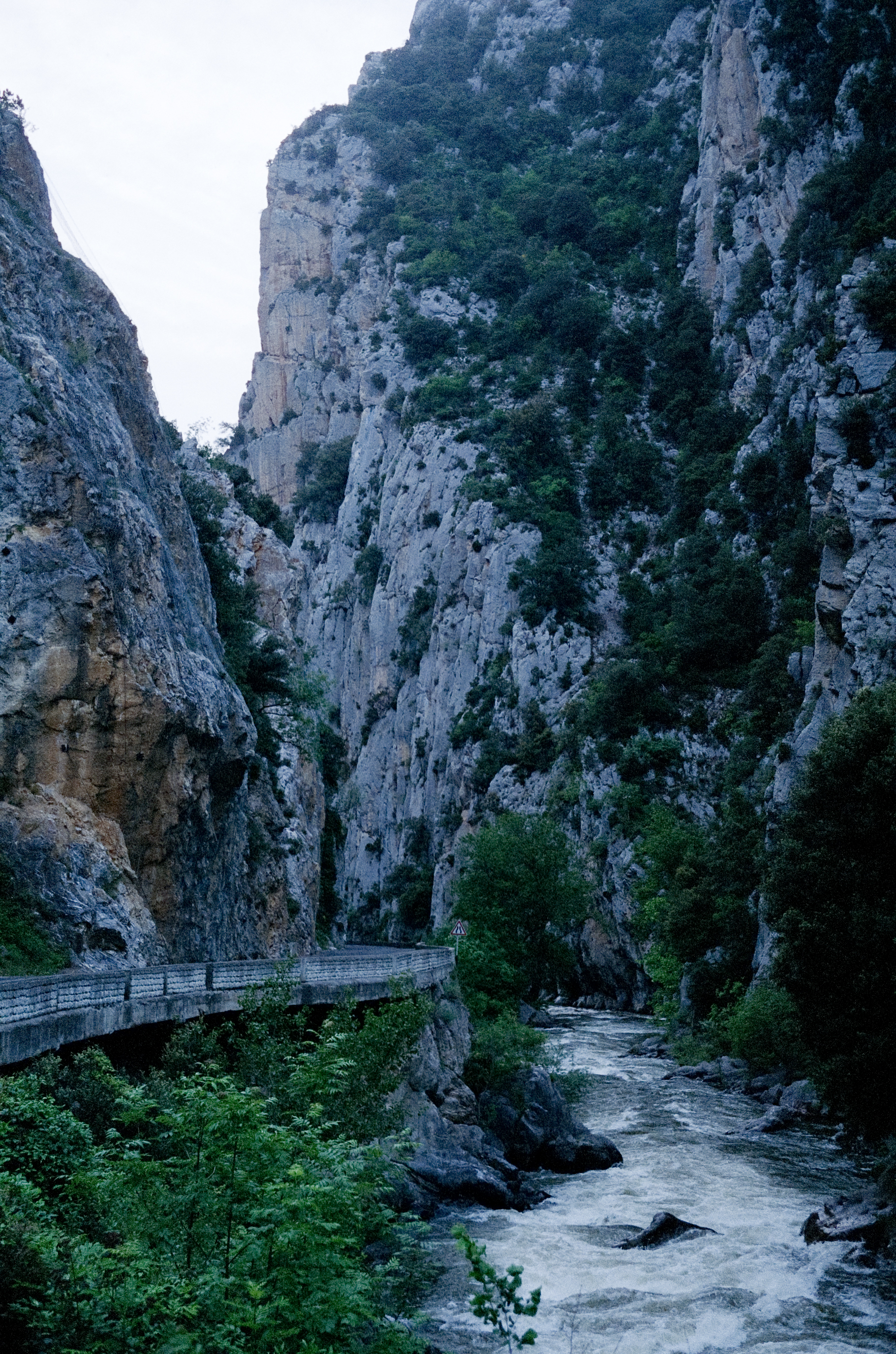
Défilé de la Pierre-Lys (Aude-Schlucht)

Als weitere durchgehende Erschließung von Nord und Ost wurde auf französischer Seite die Bahnstrecke von Carcassonne nach Rivesaltes gebaut, die jedoch in ihrem Abschnitt parallel zum Défilé de la Pierre-Lys (Aude-Schlucht) ab Quillan unterbrochen ist und ab Axat nur als Museumsbahn betrieben wird.
Die geplante fünfte Pyrenäenquerung per Bahn, von Boussens nach Lleida, wurde von ihren Enden aus nur bis Oust (Ariège) bzw. La Pobla de Segur gebaut. Der französische Teil existiert heute nur noch als Bahntrassenradweg (voie verte).

## Panorama

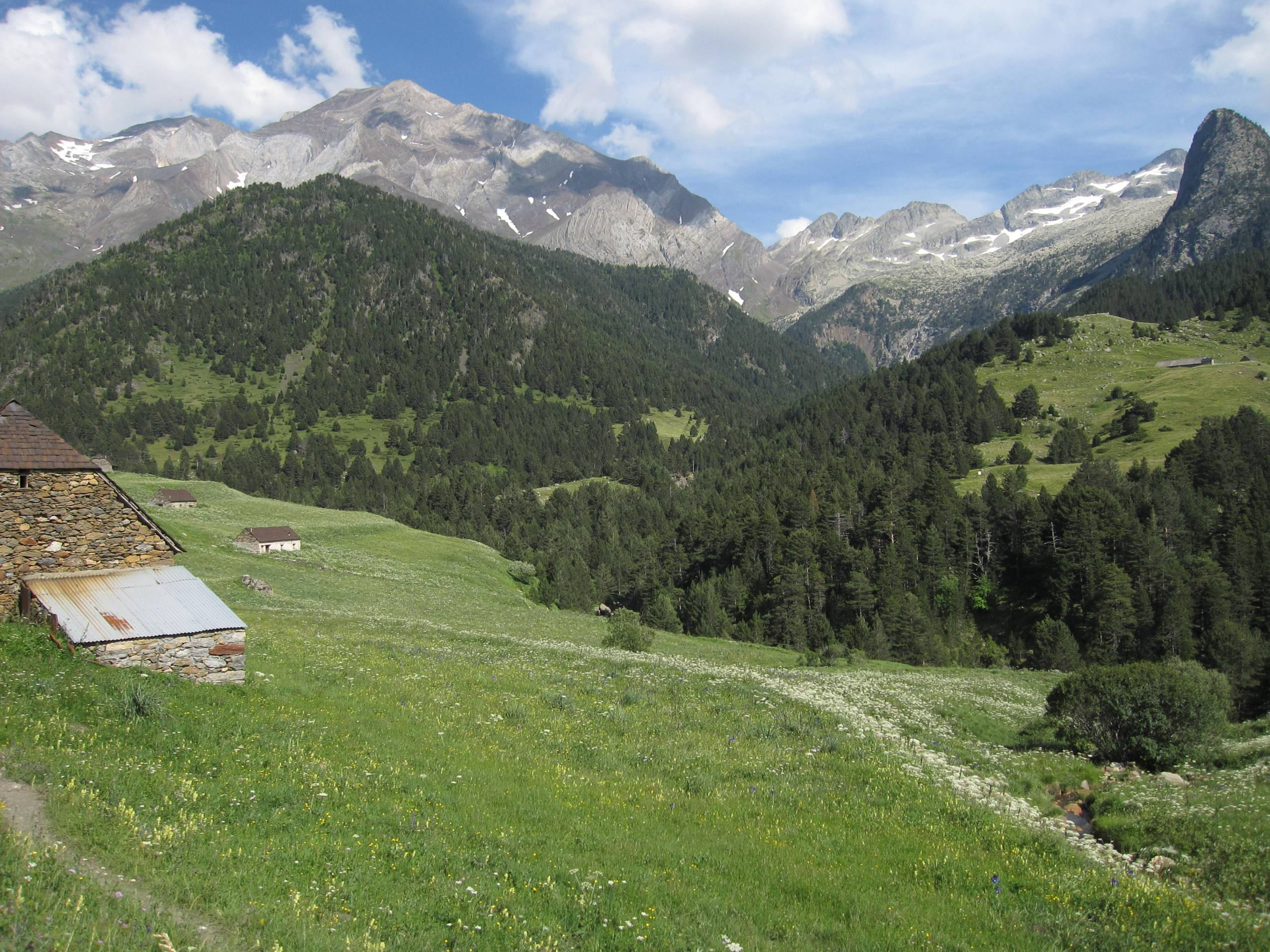
Pic Posets (3375 m)
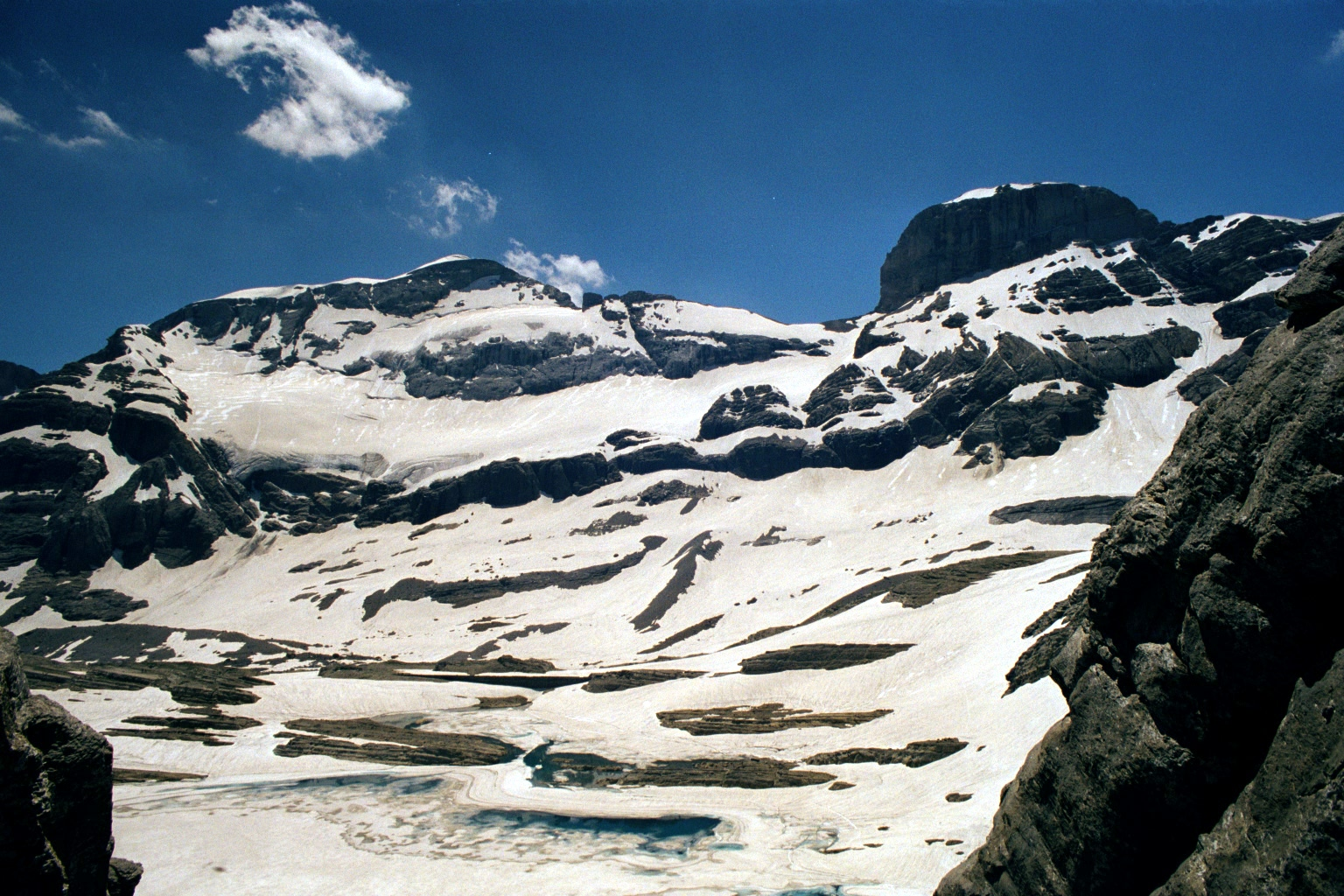
Monte Perdido (3355 m) und Cilindro de Marboré (3328 m) von der Brèche de Touquerouye gesehen
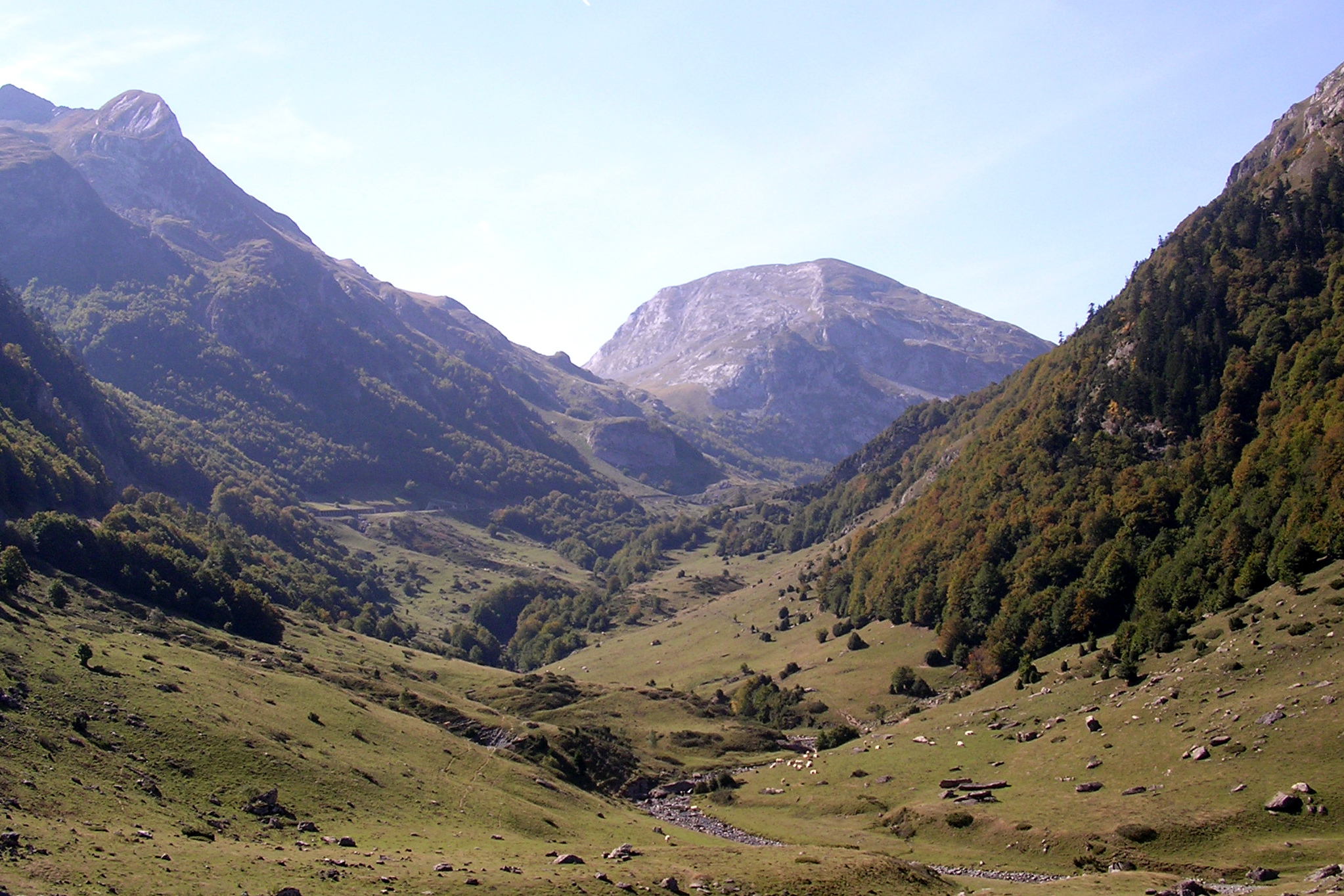
Vallée d’Ossau
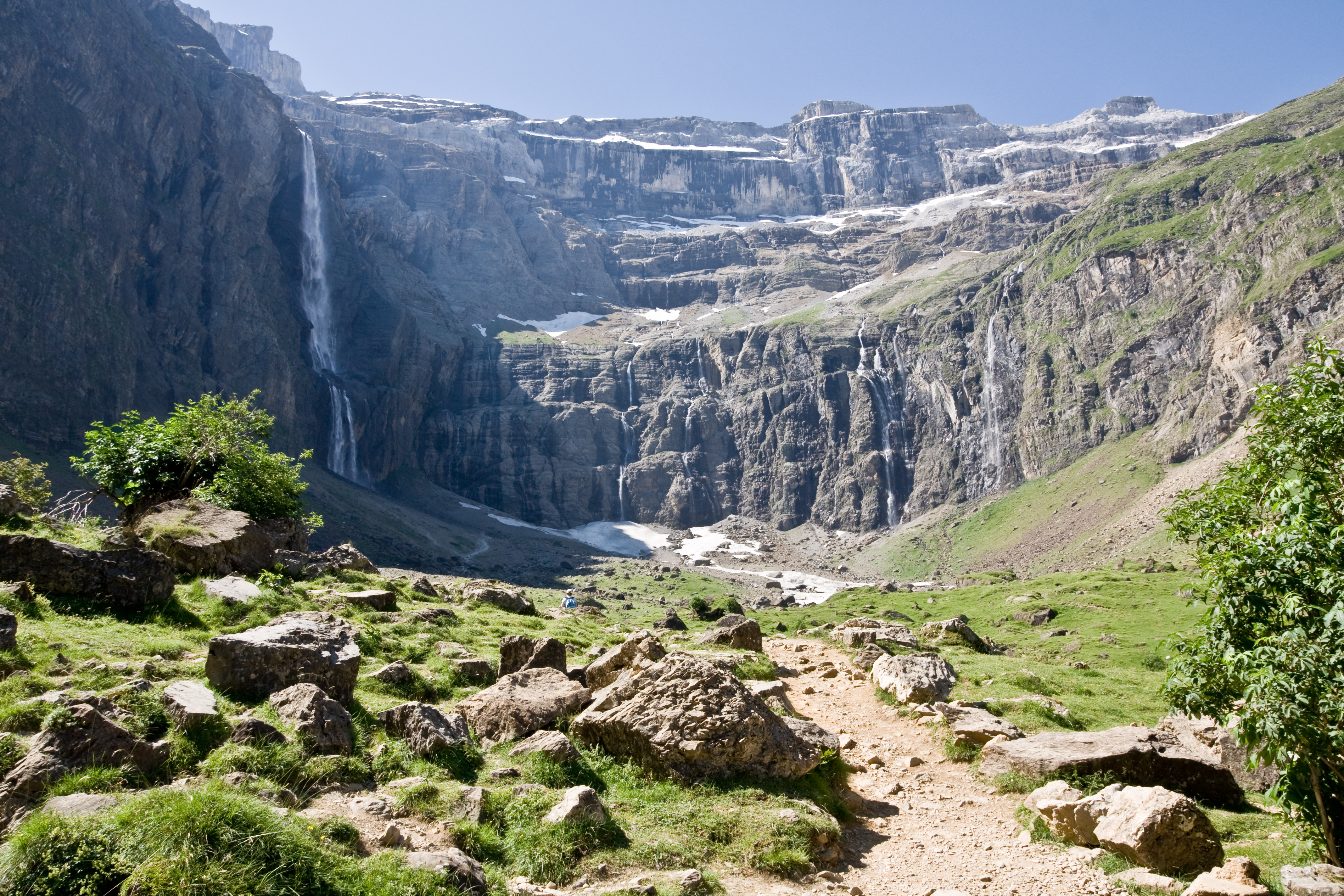
Cirque de Gavarnie
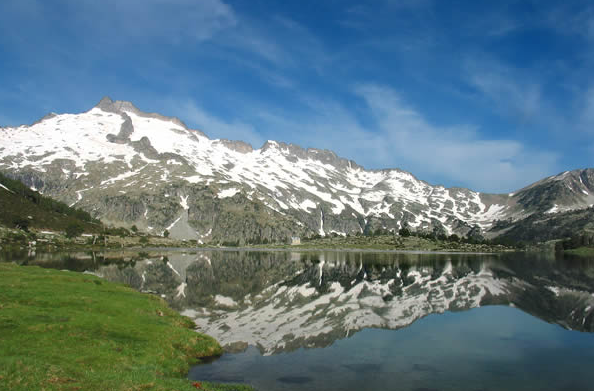
Neouvielle und Lac d’Aumar
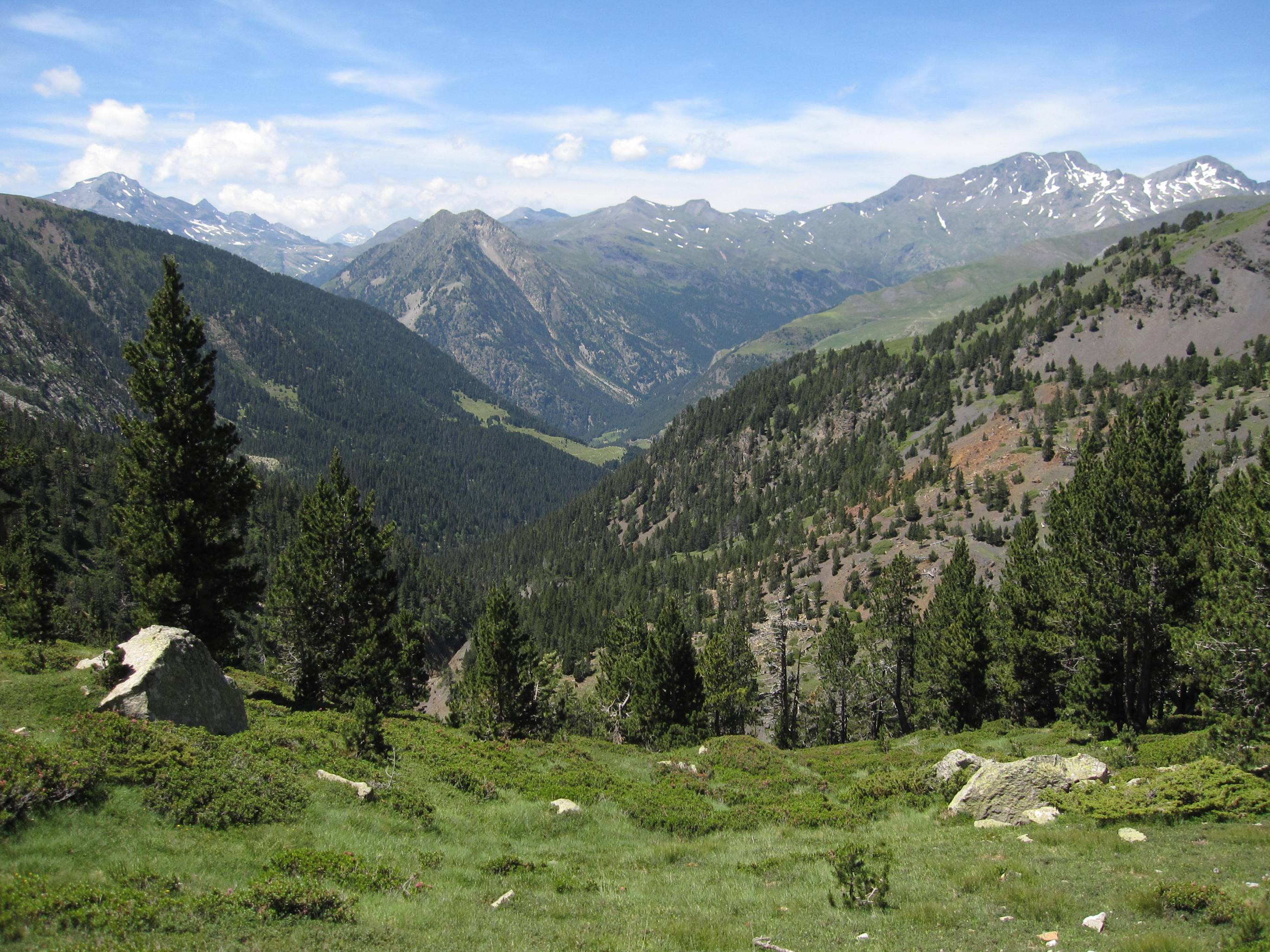
Valle de Gistaín (Spanien)
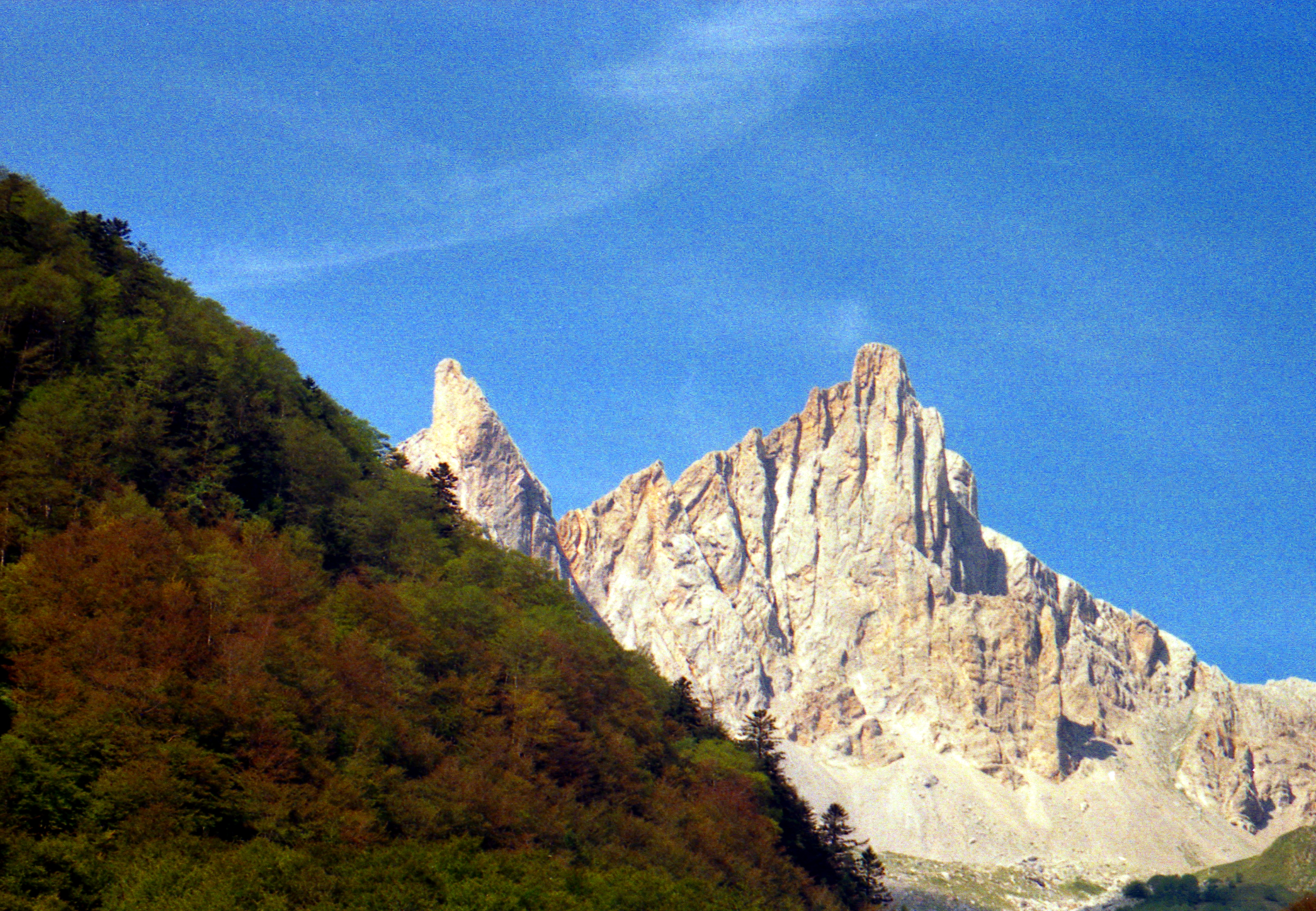
Die Nadeln von Ansabère
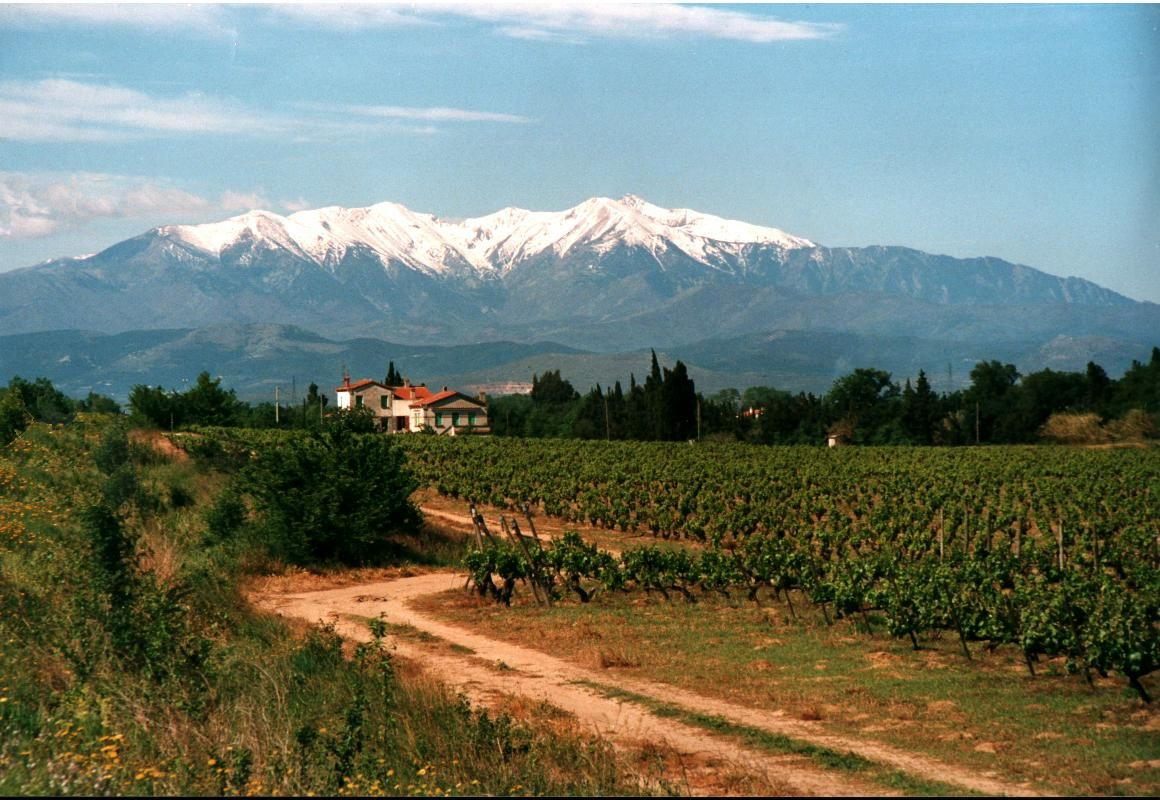
Der Canigou von Perpignan aus gesehen